# Émilie Gaydu
Émilie Gaydu (née le 5 février 1989 à Melun) est une athlète française, spécialiste du sprint et du relais.

## Carrière
D'ascendance guadeloupéenne, des Abymes. Son record sur 100 m est de 11 s 38 réalisé à Antony le 25 juin 2011 tandis que sur 200 m, elle a réalisé 23 s 24 au stade Charléty le 14 juillet 2013 lors des Championnats de France. Son meilleur temps sur relais est de 43 s 36, lors du meeting Herculis à Monaco le 19 juillet 2013.
Elle est médaillée d'argent sur 4x100 mètres aux Championnats du monde juniors d'athlétisme 2006. 
Elle remporte la médaille d'or du relais 4x100 mètres aux Jeux méditerranéens de 2009 à Pescara et est médaillée de bronze de la même épreuve aux Jeux de la Francophonie 2013 à Nice.
Elle est sacrée championne de France en salle 2007 et 2011 sur 200 mètres.

## Palmarès
| Date | Compétition               | Lieu    | Résultat | Épreuve   | Temps         |
| ---- | ------------------------- | ------- | -------- | --------- | ------------- |
| 2009 | Jeux méditerranéens       | Pescara | 1re      | 4 x 100 m | 43 s 79       |
| 2014 | Relais mondiaux de l'IAAF | Nassau  | 8e       | 4 × 100 m | 43 s 74       |
| 2014 | Relais mondiaux de l'IAAF | Nassau  | 6e       | 4 × 200 m | 1 min 32 s 23 |